# Karolina Kózka
Karolina Kózka, także Karolina Kózkówna (ur. 2 sierpnia 1898 w Wał-Rudzie, zm. 18 listopada 1914 tamże) – polska męczennica, dziewica oraz błogosławiona Kościoła katolickiego.

## Życiorys

### Lata dzieciństwa

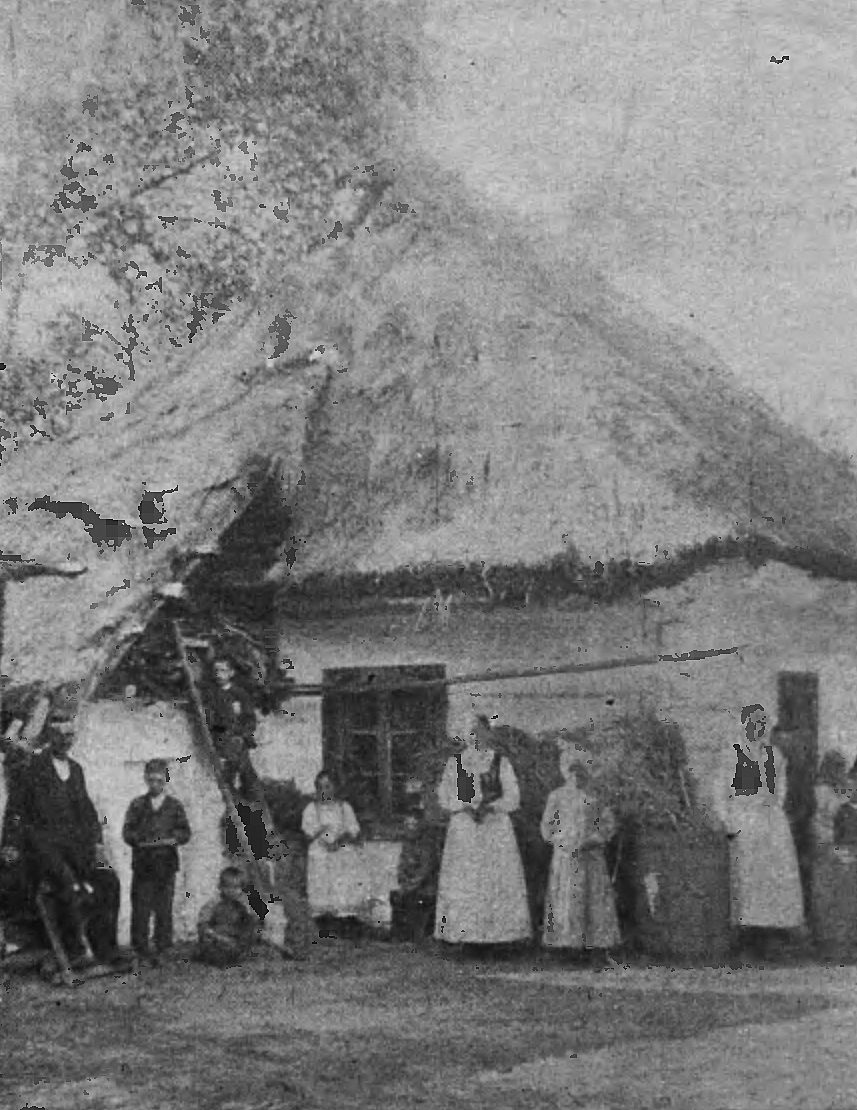
Dom rodziny Kózków

Pochodziła z Małopolski. Urodziła się 2 sierpnia 1898 około godziny 15:00 jako czwarte z jedenaściorga dzieci w ubogiej, rolniczej i religijnej rodzinie Jana (syna Stanisława i Katarzyny z domu Bania) i Marii (córki Tomasza Borzęckiego i Teresy z domu Zaleśnej), w przysiółku Śmietana, w diecezji tarnowskiej. Pięć dni później (7 sierpnia) została ochrzczona w parafialnym kościele św. Jana Chrzciciela w Radłowie przez ks. Józefa Olszowickiego, w obecności m.in. rodziców chrzestnych Jana Kosmana i Karoliny Łopuszyńskiej. Rodzice posiadali niewielki kawałek ziemi (około 6 hektarów), a ponadto pracowali również na pobliskim dworze. Dom rodzinny był miejscem, który uformował i pogłębił jej podstawową formację duchową (nazywany był nawet tzw. „kościółkiem”). Rodzice byli ludźmi pielęgnującymi praktyki pobożnościowe (uczęszczali wraz z dziećmi nie tylko na niedzielne czy świąteczne msze święte, ale często również i w dni powszednie). Ponadto codziennie klękano do wspólnego pacierza, śpiewano Godzinki o Niepokalanym Poczęciu NMP (w okresie Wielkiego postu np. śpiewano w niedzielę wraz z zaproszonymi sąsiadami Gorzkie żale) lub też czytano Pismo Święte czy czasopisma religijne. Duży wpływ na jej życie miał jej wuj Franciszek Borzęcki, m.in. poprzez propagowanie czytelnictwa katolickiego, bowiem prowadził on we własnym domu niewielką wypożyczalnię książek i czasopism religijnych. Ponadto zachęcał do propagowania praktyk religijnych: nabożeństw majowych, różańcowych czy też do Najświętszego Serca Jezusowego.
W latach 1906–1912 uczęszczała do miejscowej szkoły podstawowej, którą ukończyła z wynikiem celującym. Jej nauczyciel Franciszek Stawiarz tak ją scharakteryzował:

W szkole była dobrą uczennicą, a wrodzona inteligencja, poczucie obowiązku i powaga ponad wiek wyróżniały ją spośród koleżanek. Choć z usposobienia pogodna, a nawet czasem pełna humoru, była raczej zamknięta w sobie i często w jej twarzy uderzał wyraz zastanowienia i troski.

W 1907 przystąpiła do pierwszej komunii świętej w kościele w Radłowie. Po ukończeniu szkoły uczęszczała jeszcze na tzw. naukę dopełniającą trzy razy w tygodniu. Sakrament bierzmowania otrzymała w parafialnym kościele Trójcy Przenajświętszej w Zabawie 18 maja 1914 z rąk bp. Leona Wałęgi. Udawała się na pielgrzymki do sanktuariów: Oczyszczenia NMP w Odporyszowie, Matki Bożej Anielskiej w Bielczy, Nawiedzenia NMP w Zaborowie i Nawiedzenia NMP w Tuchowie. Była dzieckiem pracowitym, poświęcającym wiele czasu na pomoc rodzicom prowadzącym gospodarstwo domowe, często też pracowała na ziemi dworskiej lub u sąsiadów. Często uczestniczyła w codziennej mszy świętej, udając się pieszo do kościoła oddalonego o około 4 km od jej domu. Należała do Bractwa Komunii świętej wynagradzającej, Apostolstwa Modlitwy, Towarzystwa Wstrzemięźliwości oraz była zelatorką Koła Żywego Różańca. W czasie procesji nosiła feretron Najświętszej Maryi Panny Niepokalanie Poczętej. Na szyi nosiła różaniec, który codziennie odmawiała. Ponadto miała nabożeństwo do Męki Pańskiej i do Najświętszego Serca Jezusowego.
Świadkowie jej życia stwierdzają, że włosy jej miały odcień kasztanowy, nieco rudy. Na twarzy widoczne były nieznaczne plamki piegów. Wzrostem i budową fizyczną przewyższała rówieśniczki.

### Męczeńska śmierć

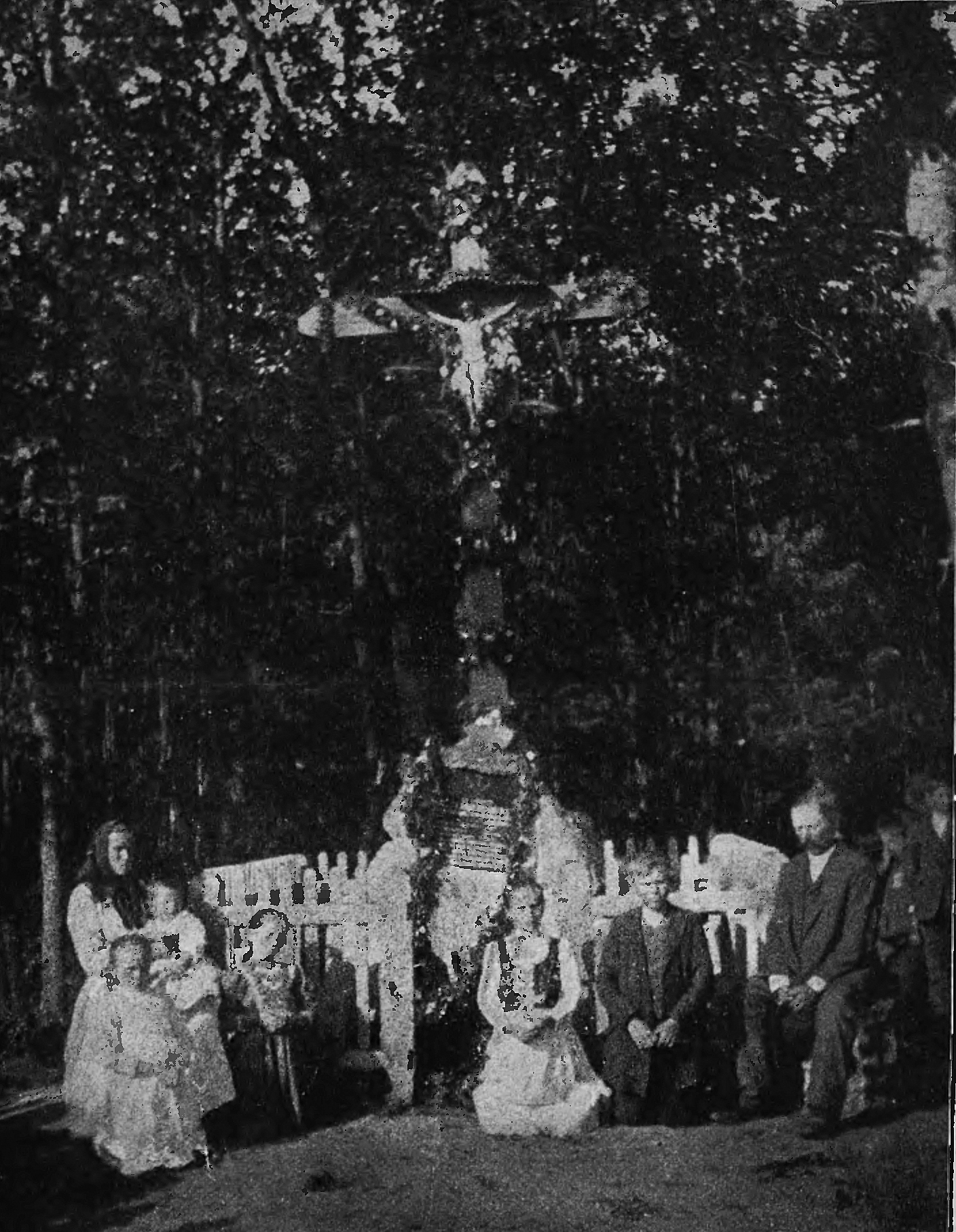
Rodzina Karoliny Kózkówny przy krzyżu w miejscu znalezienia jej ciała (1916)

W lipcu 1914 wybuchła I wojna światowa. Jej rodzinną miejscowość objął front nacierających wojsk rosyjskich, które od 17 listopada zaczęły tam stacjonować. 18 listopada 1914, gdy przebywała w domu w Śmietanie, zajmując się m.in. młodszym rodzeństwem, około godziny 9:00 przyszedł jeden z żołnierzy rosyjskich w celu wskazania przez domowników miejsca przebywania nieprzyjacielskich wojsk austriackich. Na to ojciec z córką przekazali, że wojska austriackie odeszły stamtąd tydzień wcześniej. Żołnierz wyprowadził oboje przemocą w kierunku pobliskiego lasu, pod pretekstem udania się do rzekomego przełożonego oficera (komendanta) i złożenia ich zeznań. Po przejściu około 500 metrów, w lesie wojskowy pod groźbą broni odesłał ojca do domu, ażeby wracał „do dzieci”, zaś dziewczynę pogonił w głąb gęstwiny leśnej. Przebywający wówczas w lesie dwaj świadkowie tego zajścia: kilkunastoletni chłopcy Franciszek Zaleśny i Franciszek Broda zobaczyli uzbrojonego żołnierza pędzącego przed sobą młodą dziewczynę, która stawiała opór, broniła się od jego silnych ciosów i usiłowała zawrócić z drogi, a następnie świadkowie ci powrócili do wioski powiadamiając m.in. jej ojca. Ponieważ nie powróciła ona do domu, zaniepokojeni rodzice wraz z mieszkańcami rozpoczęli poszukiwania, nie znając ostatecznego dalszego rozwoju jej uprowadzenia. Po tym jak o sprawie poinformowano proboszcza z Zabawy, ks. Władysława Mendralę zaangażował się on w poszukiwania przy udziale zaalarmowanej komendy XXI korpusu armii rosyjskiej. Służący w tej jednostce polski pułkownik Januszewski przydzielił oficera i pięciu żołnierzy do akcji poszukiwawczej, które nie przyniosły rezultatu.
Po kilkunastu dniach 4 grudnia odnalazł przypadkowo jej zwłoki na skraju lasu Franciszek Szwiec z Wał-Rudy, podczas zbierania gałęzi na opał. Miejsce było znacznie oddalone od punktu, z którego odszedł do domu ojciec. Leżała na wznak, na szyi pod brodą widniał czarny skrzep, a od lewego obojczyka ku prawej piersi ciągnęła się głęboka rana. Bose, ubłocone nogi były podrapane kolcami ostrężyn i głogów, przez które się przedzierała, uciekając. Oględziny jej ciała (częściowo obnażonego z odzienia) świadczyły o toczonej z żołnierzem walce, a pozostawione rzeczy (kurtka i buty) pozwoliły odtworzyć przypuszczalny rozwój sytuacji jej męczeńskiej śmierci w obronie dziewictwa. Ślady wskazywały na to, że była kilkakrotnie cięta ostrą bronią, wyrwała się napastnikowi i uciekała w stronę wioski. Wyczerpana jednak oraz ranna, wraz z upływem krwi i bólem upadła na skraju lasu i tam zmarła około godziny 10:00. Po przewiezieniu ciała Karoliny do rodzinnego domu dokonano ich oględzin. Byli przy tym obecni: Jan Baran, urzędowy świadek oględzin jej zwłok, Franciszek Borzęcki jej wuj oraz Rozalia Łazarz, położna, która 7 grudnia 1914 zeznała protokolarnie wobec ks. Mendrali, że zachowała ona dziewictwo. Śmierć Karoliny po około dziesięciu minutach – jak stwierdził to lekarz dr Giuseppe Palieri, rzeczoznawca w procesie rzymskim – nastąpiła w wyniku długiej i ciętej rany od ciosu szabli, która przecięła okolicę arterii szyjnej, powodując natychmiastowe wykrwawienie.
Pogrzeb jej odbył się 6 grudnia w Zabawie przy licznym udziale wiernych (ok. 3000 ludzi), a następnie została ona początkowo pochowana na parafialnym, miejscowym cmentarzu grzebalnym. Rodzice ufundowali jej okazały pomnik, wykonany z kamienia pińczowskiego, z figurą Najświętszej Maryi Panny Niepokalanie Poczętej, na którym umieszczono wyryty napis:

Błogosławieni czystego serca, albowiem oni Boga oglądają. – Tu spoczywa śp. Karolina Kózka, męczennica za swe panieństwo z ostatniej wojny światowej. Urodzona 2 VIII 1898 r., zamordowana 18 XI 1914 r. – Duszo dziewicza, przed tronem Boga proś za nami i upraszaj nam więcej takich dusz niewinnych. – Kochanej córce postawili rodzice.

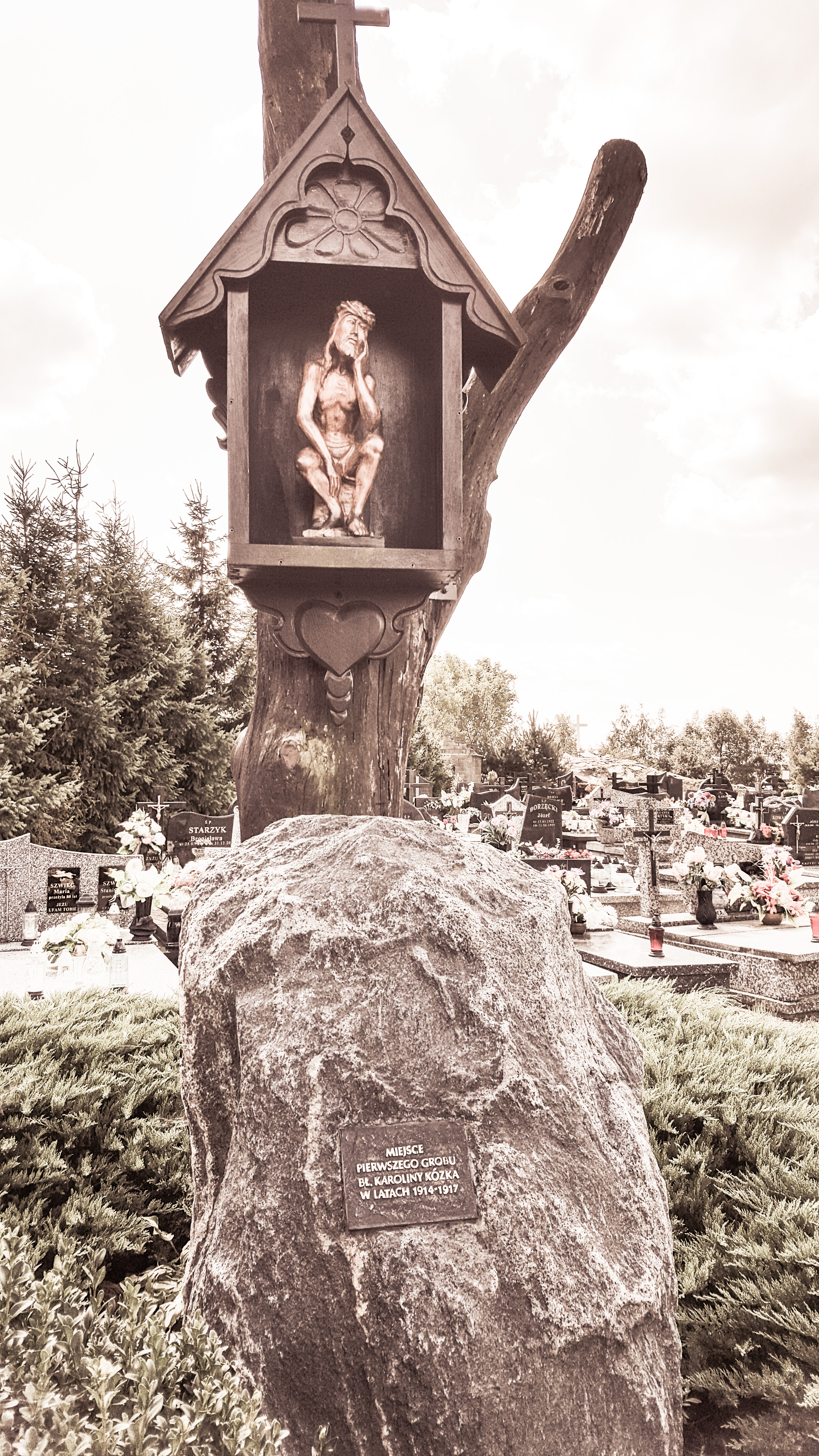
Cmentarz parafialny w Zabawie. Miejsce pierwszego grobu bł. Karoliny Kózki w latach 1914–1917

18 czerwca 1916 dokonano uroczystego poświęcenia tego pomnika przez dziekana z Radłowa ks. Antoniego Kmietowicza przy licznym udziale duchowieństwa i wiernych, który stanął nie na jej grobie, ale na cmentarzu kościelnym w Zabawie.
18 listopada 1917 dokonano ekshumacji jej zwłok za zezwoleniem władz kościelnych z udziałem bp. Leona Wałęgi oraz przełożono je do metalowej trumny, po czym złożono je uroczyście w nowym grobowcu na cmentarzu kościelnym.
6 października 1981 przeniesiono uroczyście w obecności biskupa tarnowskiego Jerzego Ablewicza jej szczątki z grobowca na cmentarzu kościelnym do sarkofagu w kruchcie kościoła zabawskiego po dokonaniu sesji rekognicyjnej pod kierunkiem o. Michała Machejka OCD, po czym 18 marca 1987 odbyła się sesja (łac. recognitionis reliquiarum), a następnie trumienkę z relikwiami złożono ostatecznie pod mensą wielkiego ołtarza kościoła Trójcy Przenajświętszej w Zabawie.

## Proces beatyfikacyjny
25 sierpnia 1948 ks. Władysław Mendrala przedłożył na trzecim Synodzie Diecezji tarnowskiej pisemną petycję o wszczęcie procesu w sprawie jej męczeństwa, w celu wyniesienia jej na ołtarze. Następnie 13 września 1963 bp Jerzy Ablewicz zlecił ks. dr. Janowi Białobokowi przygotowanie procesu informacyjnego.
Starania kolejnych biskupów tarnowskich: Jana Stepy i Jerzego Ablewicza zainicjowały proces beatyfikacyjny, rozpoczęty ostatecznie 11 lutego 1965 (postulatorem w procesie informacyjnym w diecezji tarnowskiej został ks. dr Jan Białobok). Proces informacyjny na szczeblu diecezjalnym zakończył się w 1967, po czym akta zostały przekazane Kongregacji Spraw Kanonizacyjnych do Rzymu. 20 września 1982 Stolica Apostolska wydała dekret o ważności procesu informacyjnego. W 1983 złożono tzw. Positio, będące dalszym elementem postępowania beatyfikacyjnego, po czym 22 stycznia 1985 odbyło się spotkanie konsultorów teologicznych, a 7 maja tegoż roku spotkanie kardynałów i biskupów Kongregacji Spraw Kanonizacyjnych dotyczące tegoż procesu. 30 czerwca 1986 za zgodą papieża Jana Pawła II promulgowano dekret dotyczący męczeństwa Służebnicy Bożej Karoliny Kózkówny.
W okresie swojej pielgrzymki do Polski oraz przyjazdu do Tarnowa, 10 czerwca 1987, papież Jan Paweł II ogłosił ją błogosławioną podczas uroczystej mszy świętej przy licznym udziale duchowieństwa i wiernych (ok. 1,5 mln). Warto dodać, że w ceremonii tej uczestniczyły dwie jej siostry Katarzyna i Maria, jedyne żyjące wówczas z jej rodzeństwa. W homilii Jan Paweł II powiedział m.in.:

Ta młodziutka córka Kościoła tarnowskiego, którą od dzisiaj będziemy zwać błogosławioną, swoim życiem mówi przede wszystkim do młodych, do chłopców i dziewcząt... Mówi o wielkiej godności kobiety: o godności ludzkiej osoby. O godności ciała, które wprawdzie na tym świecie podlega śmierci, jak i jej młode ciało uległo śmierci, ale to ludzkie ciało nosi w sobie zapis nieśmiertelności, jaką człowiek ma osiągnąć w Bogu wiecznym i żywym, przez Chrystusa...

Jej wspomnienie liturgiczne w Kościele katolickim zostało wyznaczone na 18 listopada (dies natalis).

## Upamiętnienie

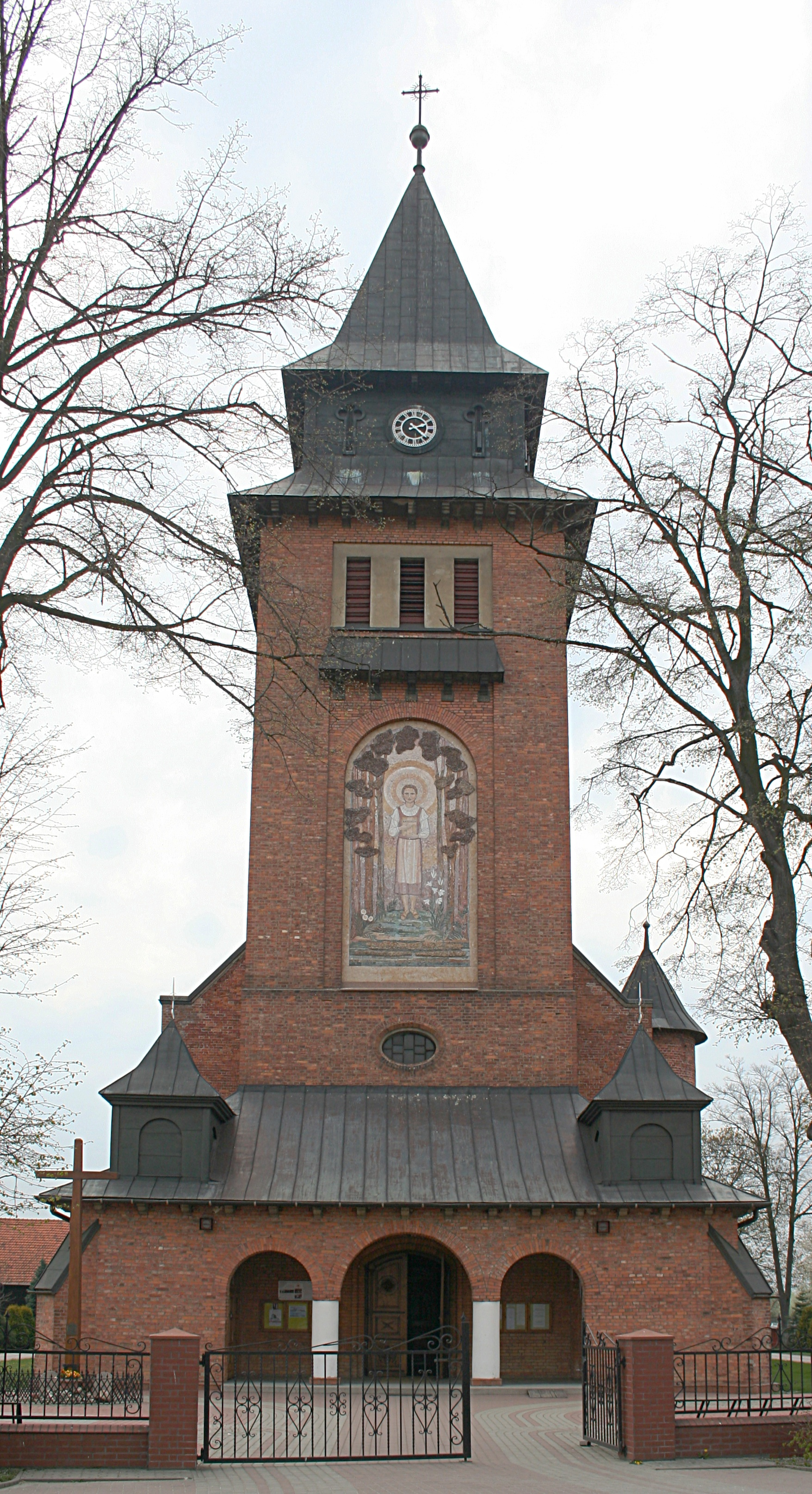
Sanktuarium bł. Karoliny Kózkówny w Zabawie

- W miejscu odnalezienia zwłok zmarłej w lesie wkrótce po jej śmierci postawiono kopiec z surowych kamieni dźwigających na szczycie sześciometrowy, dębowy krzyż z wizerunkiem Chrystusa oraz marmurową tablicą pamiątkową z napisem[15]:

Ku pamięci szesnastoletniej Karoliny Kózkówny zamordowanej 18 listopada 1914 r. Ziomkowie.

Poniżej umieszczono jeszcze wiersz ks. Pawła Wieczorka. W dzień poświęcenia ww. figury oraz krzyża, 18 czerwca 1916 wyznaczono odpust w parafii.
- Zmarłą otoczył kult męczeństwa i świętości. Od razu była nazywana Pierwszą duszą do Nieba, Prawdziwym Aniołem, Gwiazdą Ludu, Kwiatem Polskiej Ziemi oraz Apostołką Bożej Sprawy.
- Z okazji 15 rocznicy wyniesienia jej na ołtarze, 10 czerwca 2002 biskup tarnowski Wiktor Skworc, ustanowił kościół parafialny w Zabawie sanktuarium błogosławionej[7]. 18 czerwca 2002 ten sam biskup podał wiernym ułożoną specjalnie modlitwę o jej kanonizację[7]. 18 listopada 2006 poświęcił on następnie stacje drogi krzyżowej szlakiem jej męczeństwa[7], na której 18. dnia każdego miesiąca odprawiane jest przez wiernych nabożeństwo drogi krzyżowej. Ułożono również specjalną litanię ku jej czci[22]. W 2021 modlitwa o jej kanonizację została zmodyfikowana przez ks. Łukasza Niepsuja, postulatora w jej procesie kanonizacyjnym, która uzyskała imprimatur bp. Andrzeja Jeża[23].
- Została patronką Ruchu Czystych Serc, Katolickiego Stowarzyszenia Młodzieży, diecezji rzeszowskiej[24] oraz patronką osób molestowanych[25], a także Diecezjalnej Diakonii Życia Archidiecezji Krakowskiej[26]. Ponadto jest patronką polskiej młodzieży oraz wielu drużyn harcerskich. Jej imię noszą również[27]:
  - Ośrodek Caritasu w Lędzinach
  - Dom rekolekcyjny w Rzeszowie Przybyszówce
  - Parafialne schronisko Młodzieżowe w Wierchomli Wielkiej
  - Apteka w Zabawie
- Kilka placówek oświatowych w Polsce nosi również jej imię[27]:
  - Katolicki Uniwersytet Ludowy Diecezji Toruńskiej
  - Szkoła podstawowa w Czermnej
  - Diecezjalna rodzina Szkół Świętych i Błogosławionych Diecezji Tarnowskiej
  - Zespół Szkół w Rozdzielu
  - Zespół Szkolno – Przedszkolny w Woli Radłowskiej
  - Zespół Szkoły Podstawowej i Przedszkola w Ilkowicach
  - Szkoła podstawowa w Mszalnicy
  - Publiczne przedszkole parafialne w Mokrzyskach
  - Zespół Szkół Katolickich w Tarnowie
  - Rzemieślnicza Branżowa Szkoła I Stopnia w Pilźnie
- Kilkanaście kościołów i parafii w Polsce są pod jej wezwaniem. Ponadto kilka kaplic poświęcono jej imieniu w: Mesznej Opackiej, Jaśliskach, Dąbrówce koło Mogilna, katedrze św. Mikołaja w Elblągu, Januszowej koło Nowego Sącza, Domu Pomocy Społecznej w Bochni, domu Emaus w Zielonej Górze i Kamienicy Dolnej[28].
- W paru kościołach parafialnych wbudowano witraże z jej wizerunkiem, m.in. w takich kościołach jak: św. Henryka we Wrocławiu, Narodzenia NMP w Tarnowcu, św. Małgorzaty Panny i Męczennicy i Matki Bożej Szkaplerznej w Śmiłowie oraz św. Stanisława Kostki w Pile[28].
- Każdego 10. dnia miesiąca w sanktuarium w Zabawie odprawiana jest msza w intencji jej kanonizacji.
- W kilku miejscowościach w Polsce takich jak: Rzeszów[29], Sobniów[30] i Wanaty[31] jedną z ulic nazwano jej imieniem. Ponadto w Rzeszowie blisko jej ulicy i kościoła parafialnego pod jej wezwaniem utworzono park jej imienia, w którym ustawiono rzeźbę, przedstawiającą ją siedzącą na ławce[32][29].
- W niektórych parafiach w Polsce utworzono grupy młodzieżowe pod nazwą Apostolska Wspólnota bł. Karoliny[33].
- 18 października 2012 Senat Rzeczypospolitej Polskiej z inicjatywy sen. Heleny Hatki przyjął uchwałę uczczenia bł. Karoliny z okazji 25 rocznicy jej beatyfikacji[7][34]. Z tej okazji w holu Senatu otwarto czasową wystawę fotograficzną pt. Z przeszłości w przyszłość poświęconą bł. Karolinie[34].
- Ku jej czci napisano utwory muzyczne, ułożono specjalne spektakle i napisano kilka pieśni[35]. Do ponad 170 miejscowości przekazano na specjalną prośbę jej relikwie[36].
- Stowarzyszenie Inicjatyw Społecznych, Kulturalnych i Edukacyjnych „Karolina” proponuje nabycie w jej sanktuarium srebrnego tzw. Pierścienia bł. Karoliny z wygrawerowanymi liliami, który jest przeznaczony dla osób pragnących realizować swoje życie na wartościach, które ją charakteryzowały i w obronie których poświęciła swoje życie[37][38].

### Filmy
Powstało kilka filmów jej poświęconych.
| Filmy |               |                              |
| Rok   | Tytuł         | Reżyseria                    |
| 2014  | Karolina      | Dariusz Regucki              |
| 2016  | Zerwany kłos  | Witold Ludwig                |
| 2021  | Cudowny kwiat | Klaudia Tarczoń, Tomasz Wnuk |